# 제2차 다나카 가쿠에이 내각
제2차 다나카 가쿠에이 내각(일본어: 第2次田中角栄内閣)은  다나카 가쿠에이가 제65대 내각총리대신으로 임명되어, 1972년 12월 22일부터 1973년 11월 25일까지 존재한 일본의 내각이다.

## 각료
- 내각총리대신 - 다나카 가쿠에이
- 국무대신(부총리), 환경청 장관 - 미키 다케오
- 법무대신 - 다나카 이사지
- 외무대신 - 오히라 마사요시
- 대장대신 - 아이치 기이치 / 다나카 가쿠에이(임시 대리, 1973년 11월 23일 ~ )
- 문부대신 - 오쿠노 세이스케
- 후생대신 - 사이토 구니키치
- 농림대신 - 사쿠라우치 요시오
- 통상산업대신 - 나카소네 야스히로
- 운수대신 - 신타니 도라사부로
- 우정대신 - 구노 주지
- 노동대신 - 가토 쓰네타로
- 건설대신, 긴키권 정비 장관, 주부권 개발 정비 장관, 수도권 정비위원회 위원장 - 가네마루 신
- 자치대신, 국가공안위원회 위원장, 홋카이도 개발청 장관 - 에사키 마스미
- 내각관방장관 - 니카이도 스스무
- 총리부 총무장관, 오키나와 개발청 장관 - 쓰보카와 신조
- 행정관리청 장관 - 후쿠다 다케오
- 방위청 장관 - 마스하라 게이키치 / 야마나카 사다노리(1973년 5월 29일 ~ )
- 경제기획청 장관 - 고사카 젠타로
- 과학기술청 장관 - 마에다 가즈오
  - 내각법제국 장관 - 요시쿠니 이치로
  - 내각관방부장관(정무) - 야마시타 간리
  - 내각관방부장관(사무) - 고토다 마사하루
  - 총리부 총무부장관(정무) - 고미야마 주시로
  - 총리부 총무부장관(사무) - 미야자키 기요후미

### 보충 설명
미키는 조각 당시에 이른바 부총리로서의 지명을 받아서 인증관 임명식 및 관보 게재 사령으로의 국무대신으로서의 서열도 첫 번째로 나열돼 있다.

## 정무 차관
- 법무 정무 차관 - 노로 교이치
- 외무 정무 차관 - 미즈노 기요시
- 대장 정무 차관 - 야마모토 사치오·야마모토 게이자부로
- 문부 정무 차관 - 고노 요헤이
- 후생 정무 차관 - 야마구치 도시오
- 농림 정무 차관 - 나카오 에이이치·스즈키 세이고
- 통상 산업 정무 차관 - 시오카와 마사주로·야노 노보루
- 운수 정무 차관 - 사토 분세이
- 우정 정무 차관 - 오니마루 가쓰유키
- 노동 정무 차관 - 하나시 노부유키
- 건설 정무 차관 - 마쓰노 유키야스
- 자치 정무 차관 - 무토 가분
- 행정 관리 정무 차관 - 다이마쓰 히로부미
- 홋카이도 개발 정무 차관 - 마스다 사카리
- 방위 정무 차관 - 미노와 노보루
- 경제 기획 정무 차관 - 하시구치 다카시
- 과학 기술 정무 차관 - 이토 소이치로
- 환경 정무 차관 - 사카모토 미소지
- 오키나와 개발 정무 차관 - 이나미네 이치로